# Rudolf Opitz (Pilot)
Paul Rudolf Opitz (* 9. August 1910 in Landeshut, jetzt: Kamienna Góra; † 1. Mai 2010 in Stratford (Connecticut)) war ein deutscher Segelflieger und Testpilot.

## Leben

### Segelflug und Testpilot bei der DFS
Opitz kam in Landeshut, Schlesien, zur Welt und erlernte nach der Schule zunächst das Tischlerhandwerk. Bald schon entdeckte er seine Liebe zum Segelflug. Er machte seine A-Prüfung in Rossitten, auf der Wasserkuppe war er Flugschüler und dank seiner Ausbildung unermüdlicher Reparaturhelfer. Bis 1937 war er Segelfluglehrer und nahm erfolgreich an den Rhönwettbewerben teil. Dann erwarb er auch die Motorflugberechtigung und wechselte zur DFS. Hier überlebte er nur knapp einen Absturz mit Alexander Lippischs DFS 40. Danach war er wiederum kurzzeitig Lehrer für Lastensegler und er nahm auch als Lastenseglerpilot am 10. Mai 1940 am Angriff der Wehrmacht im Westen teil. Es gelang ihm seine DFS 230 so präzise zu landen, dass diese mit dem letzten Schwung auf die Brücke rutschte, die ihm als Ziel zugewiesen war. Dies war gleichzeitig die einzige militärische Handlung, an der Opitz teilnahm. Für diese Tat wurde er mit dem Deutschen Kreuz in Gold ausgezeichnet.

### Me 163
Ab 1941 war er wiederum Testpilot an der Luftwaffenerprobungsstelle Rechlin und in Peenemünde-West, wo er mit Heini Dittmar maßgeblich an der Erprobung des Raketenjagdflugzeuges Me 163 beteiligt war. Die Me 163A V4 erreichte unter Führung von Heini Dittmar am 2. Oktober 1941 eine Geschwindigkeit von 1003,67 km/h, der Schlepppilot in der Me 110, die das Raketenflugzeug auf Höhe brachte, war Opitz. Nachdem Dittmar wegen eines Landeunfalls ausgefallen war, unterlag ihm phasenweise alleine die Serienreifmachung der Me 163. Der erste Start der Me 163b mit Triebwerk erfolgte vor vielen Offiziellen des Dritten Reiches und wäre fast zu einer Katastrophe geworden, als wegen einer Bodenwelle das Startfahrwerk auseinanderbrach. Es gelang Opitz jedoch, das bereits beschädigte und inzwischen sehr schnelle Flugzeug von der Kufe zu starten. Es sollten noch viele gefährliche Flüge mit dem Raketenflugzeug folgen. Später bildete er Flugzeugführer für den Einsatz mit dem Raketenjäger aus. Vorübergehend war er in Vertretung Wolfgang Spätes auch Kommandeur der I. Gruppe des JG 400.
Am 7. Mai 1945 erlitt er noch bei einem Landeunfall mit einer Me 163 schwere Verletzungen.

### Leben in den USA
Nach der Genesung holte die US Air Force 1946 Rudi Opitz in die Vereinigten Staaten, wo er unter anderem verschiedene Schleppversuche durchführte. Dort baute er auch eine erbeutete Horten IV wieder auf und flog mit ihr sehr erfolgreich Segelflugwettbewerbe. Ein Foto dieser Maschine ist auf dem Umschlag von Reimar Hortens Autobiographie abgebildet. 1955 wurde er US-Bürger und ab 1956 arbeitete er als Testpilot für die Strahlturbinenentwicklung bei AVCO Lycoming unter Dr. Anselm Franz. Er war Mitglied der „Vereinigung der Testpiloten“. 1993 wurde er Mitglied der „US-Ruhmeshalle Segelflug“, er trug das Internationale Segelflieger-Leistungsabzeichen in Gold der FAI Nr. 10.
Bis ins hohe Alter blieb er der Segelfliegerei verbunden und war freundschaftlich mit Jim Marske, Al Backstrom, Paul MacCready, Karl Nickel und vielen Anderen verbunden und verfolgte interessiert die Entwicklungen im Segelflugzeugbau und speziell bei den Nurflügeln. Nicht zuletzt war er wichtiger Berater bei US-amerikanischer Literatur zum Thema Me 163. Kurz vor seinem 100. Geburtstag verstarb er in seiner Wahlheimat Stratford (Connecticut).

### Privates
Mit seiner damaligen Krankenschwester Hanna Boljahn führte er bis ins hohe Alter eine glückliche Ehe, aus der zwei Söhne hervorgingen. Sein Sohn Michael errang später den Titel eines US-Segelflugmeisters und vertrat auch international die USA bei Segelflug-Weltmeisterschaften.